# West Burnett River
Der West Burnett River ist ein Fluss im Südosten des australischen Bundesstaates Queensland.

## Geografie
Der Fluss entspringt etwa zehn Kilometer südlich der Kleinstadt Kalpowar am Nordende des Yarrol State Forest in der Burnett Range, einem Teil der Great Dividing Range. Von hier fließt er in südlicher Richtung durch den Staatswald und weiter durch vollkommen unbesiedeltes Land. Rund vier Kilometer südlich des Mount Goondicum mündet er in den Burnett River.